# Brain (album de Hiromi)
Pour les articles homonymes, voir Brain.
Albums de Hiromi
Another Mind
(2003) Spiral
(2006)
Brain est le premier album de la pianiste japonaise Hiromi sorti en 2003.

## Description
Brain est le deuxième album de Hiromi qui y joue avec ses anciens camarades de Berklee, Tony Grey et Martin Valihora, et invite le bassiste Anthony Jackson sur trois morceaux. Les compositions sont toutes de la pianiste elle-même qui témoigne une nouvelle fois de ses goûts éclectiques allant du classique de Beethoven au rock de Frank Zappa en passant par le jazz latino de Chick Corea ou encore le funk,,,.

## Liste des titres
Toutes les compositions sont de Hiromi
1. Kung-Fu World Champion – 6:53
2. If… – 7:11
3. Wind Song – 5:43
4. Brain – 9:05
5. Desert on the Moon – 7:08
6. Green Tea Farm – 4:38
7. Keytalk – 10:02
8. Legend of the Purple Valley – 10:47

## Musiciens
- Hiromi Uehara - Piano
- Tony Grey – Basse
- Martin Valihora - Batterie
- Anthony Jackson – Basse (sur les pistes 2, 5 et 8)